# 毛喜
毛喜（516年—587年），字伯武，荥阳郡阳武县（今河南省新乡市原阳县）人，南梁、南陈官员。

## 生平
陳霸先在南朝梁擔任驃騎將軍時，毛喜是他的幕僚。
陳霸先即位後，出任給事黃門侍郎，兼中書舍人。

### 早年經歷
毛喜少年時好學，擅長草書和隸書。起家於梁朝中衞西昌侯行參軍，不久改任記室參軍 [2]  。
侯景之亂時鎮守京口，梁元帝蕭繹徵召陳霸先子侄入侍，陳霸先命令毛喜與侄子陳頊同往江陵，梁元帝蕭繹即以陳頊為領直，毛喜為尚書功論侍郎 [3]  。
承聖三年（554年）江陵陷落，毛喜及陳頊遷居關右 [4]  。
永定三年（559年）陳文帝陳蒨登位後，毛喜從北周返回，進諫和好之策，朝廷於是派周弘正等人與北周交好 [5]  。
天嘉二年（561年）迎陳頊長子陳叔寶及其母柳敬言回朝 [6]  。
天嘉三年（562年）到京城，陳頊此時為驃騎將軍，仍以毛喜為府諮議參軍，領中記室。府上朝廷的文書翰墨都是出自毛喜之手 [6]  。

### 盡進忠言
天康元年（566年）陳文帝陳蒨駕崩，皇太子陳伯宗即位，因其年幼無知，陳頊錄尚書輔政，僕射到仲舉等知道朝廷的期望盡歸於陳頊，便假造太后令派陳頊至東府。毛喜對陳頊説道：“陳有天下的時日尚少，海內未平定，加上國禍接踵而至，萬邦危懼。皇太后從社稷大業考慮，命令您入省，自當共同康顯業績，與伊、周比德。今日之言，必不是太后的意思。宗廟社稷為重，願你能三思，不能使奸賊得逞其陰謀。”結果竟如毛喜所言 [7]  。
光大元年（567年）右衞將軍韓子高與到仲舉通謀，事情尚未被發覺，毛喜對陳頊説：“宜簡選人馬，配給韓子高，同時賜予鐵和炭，使他們修繕武器盔甲。”高宗驚訝地説：“韓子高謀反，就要捉拿他，為何反而這樣做啊?”毛喜答道：“先皇剛剛駕崩，邊寇尚多，而韓子高受委任於前朝，表面上為服從，然而實際上卻非常輕狂，如果捉拿他恐怕不會臣服，會失去誅殺的時機，這或許會誤了您的計劃。應推心置腹地對待他，讓他安心，誘惑他，使他不會生疑，對付他只需要一壯士之力罷了。”陳頊深為贊同，最終按他的計策行事 [8]  。

### 屢次升遷
光大二年（568年）陳頊即位後，封給事黃門侍郎，兼中書舍人，典掌軍國機密。不久改任太子右衞率、右衞將軍。因定策有功，封為東昌縣侯，邑五百户。又以本官職行江夏、武陵、桂陽三王府國事 [9]  。
太建三年（571年），因母親去世而辭官，詔書追贈毛喜母親庾氏為東昌國太夫人。接着起用毛喜為明威將軍，右衞、舍人照舊。改授宣遠將軍、義興太守。不久以本號入為御史中丞。服喪結束後，加散騎常侍、五兵尚書，參掌選事 [10]  。
太建五年（573年）北伐之時，得到淮南地方，毛喜陳述安定邊地的計策，陳頊當日施行。陳頊又問毛喜説：“我想進兵彭、汴，你的意見如何?”毛喜回答説：“我實在才能不屬於智慧聰敏者，怎麼敢預測尚未發生的事。我私下以為淮左剛平定，邊地草野之民不太平，周氏開始吞併齊國，我們難輿他爭鋒，怎能以敝卒疲兵，再加深入到彭、汴一帶。況且放棄舟船的有利條件，去車騎馳騁之地，這是去了長處，就了短處。我以為不如安定百姓保住境地，停止兵戈，恢復和約，然後廣泛招募英才奇士，順時而動，這才是長久的計策。”陳頊不聽從。後吳明徹陷沒於北周，陳頊對毛喜説：“你所説的話，如今驗證了。” [11] 
太建十二年（580年），加侍中 [12]  。
太建十三年（581年），授散騎常侍、丹陽尹。改任吏部尚書，常侍照舊 [13]  。
太建十四年（582年）陳宣帝陳頊駕崩，次子陳叔陵叛亂，中庶子陸瓊宣佈旨令，命令南北諸軍，都聽毛喜的處置分配。賊人被平定後，又加封毛喜侍中，增封到九百户 [14]  。
至德元年（583年）陳後主陳叔寶即位，授信威將軍、永嘉內史，加秩中二千石。 [15] 

### 諫言遭貶
先前皇太子陳叔寶喜好飲酒為樂，每每同寵幸之人長夜共宴，毛喜曾為此諫言，陳頊以此告誡太子，太子暗暗懷恨在心。至此毛喜被疏遠。 [16] 
後來後主陳叔寶被始興王陳叔陵所傷，到瘡傷癒合後便慶幸，置酒於後殿，令江總等人，展樂賦詩，後主酒醉後命毛喜賦詩。此時陳頊的喪事剛完畢，還不過一年，毛喜見此狀況不太高興，想要諫言，而後主此刻已醉，毛喜走上階石，假裝心臟有病，倒於階石下，被抬出宮。後主酒醒後，懷疑此事，對江總説：“我懊悔召毛喜，知道他沒有病，他只是想勸阻我的歡宴，不贊同我的所為，這是故意使奸詐罷了。”於是同司馬申商謀道：“此人自負，我想請鄱陽兄弟讓他們報仇，可以嗎?”司馬申回答説：“最終不被官府所用，願聽從聖旨。”傅緯爭辯説：“不好。若允許報仇，那將置先皇於何地?”後主説：“應當給他一個小郡，不許他參預政事。”於是貶毛喜為永嘉內史 [17]  。
毛喜到郡後，不接受俸祿，為政寬弘清靜，官民便利。逢豊州刺史章大寶舉兵造反，郡與豊州相鄰接，而又一向沒有防禦設施，毛喜便令修治城防，嚴加整飭兵器軍械。又派部下松陽令周磻率領一千兵士援助建安。賊人被平定，毛喜被授南安內史 [18]  。

### 徵召病故
禎明元年（587年）徵為光祿大夫，領左驍騎將軍。毛喜在郡有惠政，同年被徵入朝，一路追而送行者長達數百里。在路上生病而死，時年七十二歲。有文集十卷。兒子毛處衝繼承爵位，官至儀同從事中郎、中書侍郎 [19]  。

## 家庭

### 兄弟姐妹
- 毛护，隋朝韩州司功参军事、龙溪县开国伯
- 毛爽，南陈山阳郡太守
- 毛氏，嫁南陈散骑常侍、右卫将军、中书通事舍人、文招忠侯司马申

## 延伸阅读
[在维基数据编辑]
 《陳書·卷29》，出自姚思廉《陳書》
 《南史/卷68》，出自李延壽《南史》